# Carte de baseball
Une carte de baseball est une carte de collection (trading card) liée au baseball. Par extension, on nomme souvent aux États-Unis du terme générique de Baseball Card toutes les Trading Cards. Cet article centré sur le baseball ne traite pas uniquement des cartes sportives.

## Histoire

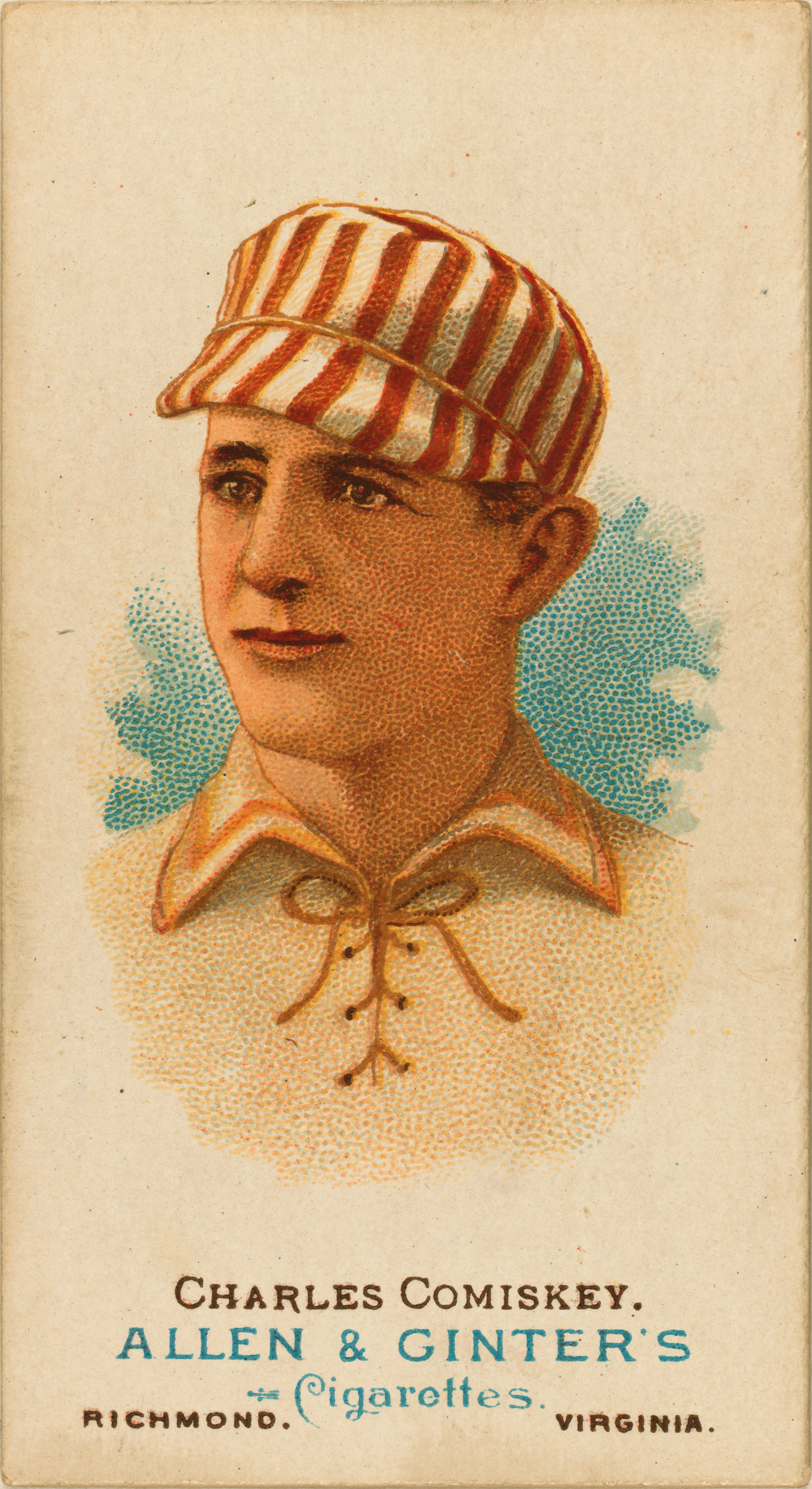
Carte Allen & Ginter de 1886-87

La première collection de cartes comprenant des joueurs de baseball date de 1886-1887 : il s'agit d'un set de 55 cartes consacrées aux grands champions sportifs publiés par Allen & Ginter à Richmond (Virginie). Parmi les joueurs figurant dans cette édition, on citera Cap Anson et Charles Comiskey.
Les premières collections de cartes exclusivement consacrées au baseball sont publiées en 1888. La marque de cigarettes Old Juges publie des cartes non numérotées, et aucune information sur le nombre de cartes constituant le set complet n'est publiée par Old Juges. 172 cartes différentes ont été recensées. Elles présentent des photographies des joueurs et pas des dessins comme cela était le cas des cartes du set d'Allen & Ginter.
Goodwin & Co, installé à New York, publie également une collection consacrée au baseball en 1888 pour les cigarettes Old Judge. Ce set de huit cartes dessinées est également connu sous le nom de Kimball Champions.
En dehors des États-Unis, les premières collections apparaissent dès 1898 au Japon, 1909 à Cuba et 1912 au Canada.
À noter l'existence entre 1868 et 1886 de quelques cartes de type humoristique ou de simples photographies d'équipes. Ces cartes sont parfois nommées baseball cards pas certains auteurs, mais l'étude de référence sur ce thème (Classic Baseball Cards) n'en fait pas mention. Dans Mint Condition (2010), Dave Jamieson évoque longuement ces cartes de la première heure et les nomme « Baseball Cards ». Il cite notamment le cas de l'établissement Peck & Snyder, qui publie au moins du demi-douzaine de ces cartes entre 1865 et 1870 pour faire la promotion de leur commerce.
L'ère moderne après la Seconde Guerre mondiale avec l'entrée en jeu des éditeurs Bowman en 1948 puis Topps en 1950. Le premier set entièrement en couleurs est édité en 1950 par Bowman. Topps connait un franc succès à partir de 1952 et rachète Bowman en 1955, devenant le seul grand distributeur de cartes jusqu'à la fin des années 1980. À cette période, le marché des cartes connait un vif rebond et d'autres éditeurs entrent sur le marché, Upper Deck, depuis 1988, au premier chef.
Totalement saturé, le marché des cartes s'effondre au milieu des années 1990, provoquant des regroupements d'éditeurs. Marvel rachète ainsi Fleer et Skybox, spécialisé dans le basket-ball, puis Upper Deck absorbe l'ensemble Fleer-Skybox. 

## Collection

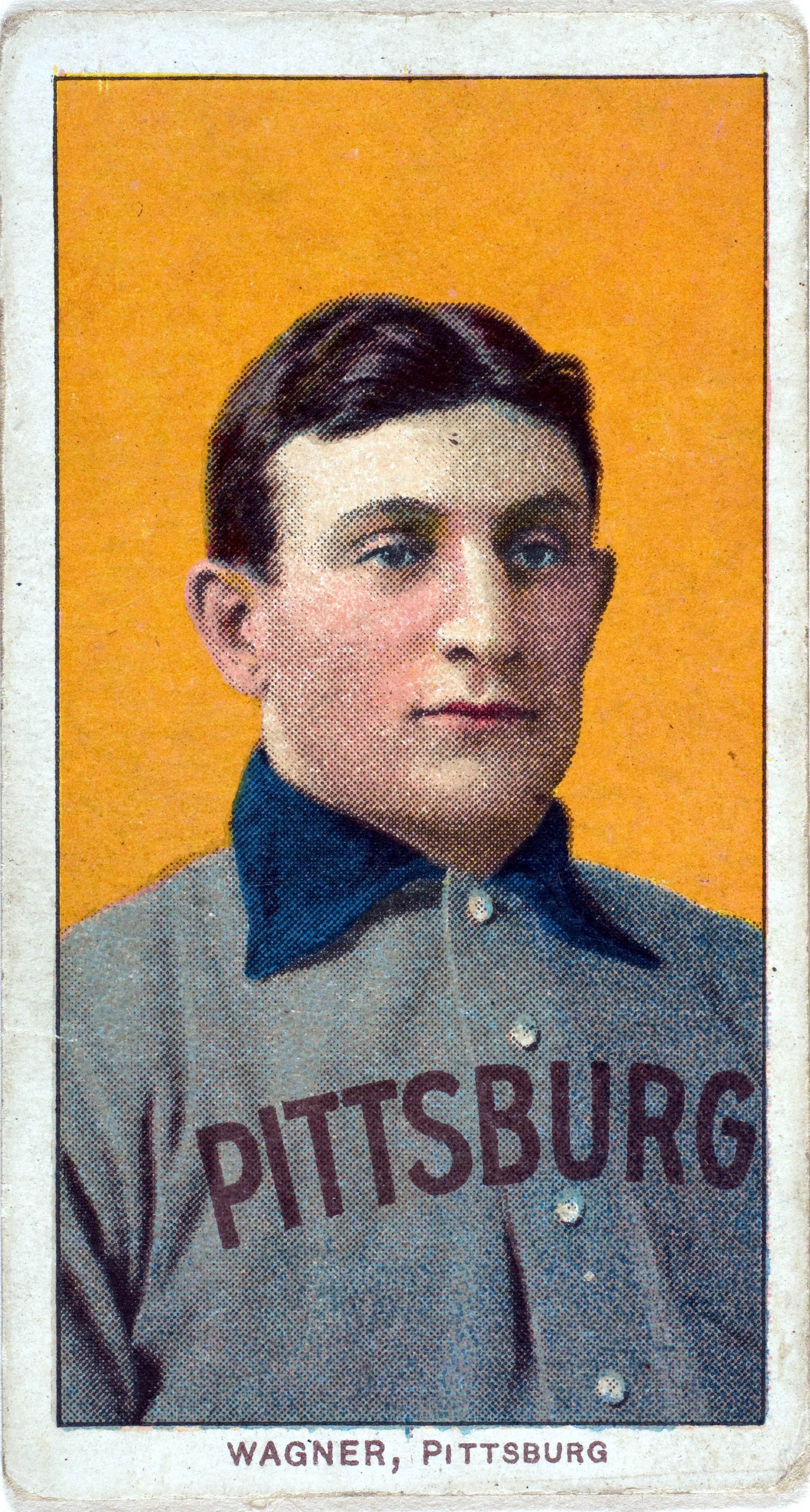
Honus Wagner, carte American Tobacco Company T206 de 1909

Ces cartes sont collectionnées et cotées. Il existe un ensemble de publications suivant la cote des différentes cartes. Parmi elles, on citera Tuff Stuff et Beckett's. 
La valeur de la carte combine à la fois sa rareté et son état. Certaines cartes sont plus recherchées en raison de statut de rookie card (première carte édité pour un joueur) ou de carte avec erreurs, c'est-à-dire une coquille d'imprimerie ne se trouvant que sur quelques exemplaires. La valeur est également basée sur la perception de la carrière du joueur. En 1967, un set de cartes culturelles est publié. Trois décennies plus tard, la carte de William Shakespeare est cotée à 70 dollars, celle de Sandy Koufax 450 dollars.
La plus fameuse carte est celle d'Honus Wagner de 1909 (référence T206) dont le prix s'est établi à 2,35 millions de dollars lors d'une vente aux enchères le 26 février 2007.